# Alì Babà (film 1954)
Alì Babà (Ali Baba et les quarante voleurs) è un film del 1954 diretto da Jacques Becker.